# Ordonata la origine

Graficul lui y=ƒ(x) cu axa Ox pe orizontală și Oy pe verticală. Punctul de intersecție al ƒ(x) cu axa Oy este punctul roșu de la (x=0, y=1).

În matematică, ordonata la origine a unei funcții {\displaystyle f:\mathbb {R} \to \mathbb {R} } este valoarea lui f în 0, adică f(0). Numele se referă la faptul că, într-un reper cartezian, f(0) este ordonata (adică coordonata „y”) punctului în care graficul lui f intersectează axa Oy.
Dacă f nu este definită în 0, cum este cazul funcției {\displaystyle f:x\mapsto 1/x,} atunci graficul lui f nu intersectează axa Oy și ordonata la origine nu este definită.
Termenul se folosește frecvent în cadrul regresiei liniare: dacă f este funcția afină {\displaystyle f:x\mapsto ax+b}, atunci b este ordonata la origine lui f (în timp ce a se numește panta).
Noțiunea poate fi extinsă la alte curbe plane, dar în acest caz pot exista mai multe „ordonate la origine”.
De exemplu, dacă C este cercul unitar centrat pe origine, parametrizat de {\displaystyle x^{2}+y^{2}=1,} atunci C intersectează axa Oy în două puncte: (0, 1) și (0, -1). Așadar, și -1 și 1 poate fi considerat o ordonată la origine a lui C. În general, pentru o curbă parametrizată de {\displaystyle g(x,y)=0,} ordonatele la origine sunt soluțiile y ale ecuației {\displaystyle g(0,y)=0.}
Notiunea corespunzătoare, înlocuind axa Oy cu axa Ox, este cea de zerouri ale unei funcții.